# Super Soccer
Super Soccer ist ein Videospiel und eines der ersten Fußballspiele für das Super Nintendo Entertainment System (SNES), das von Human Entertainment entwickelt und 1991 in Japan veröffentlicht wurde. Im Mai 1992 kam es in den USA und Europa auf den Markt. Das Spiel war auch Launchtitel der SNES-Spiele im kostenpflichtigen Nintendo-Switch-Online-Service für die Nintendo Switch. In Japan ist das Spiel auch auf dem Nintendo Classic Mini: Super Nintendo Entertainment System spielbar.

## Spielmodi
Nach dem Start kann sich der Spieler zwischen den zwei Modi „Exhibition“ und „Tournament“ entscheiden.
Während Ersteres lediglich ein einzelnes Match bzw. Elfmeterschießen darstellt, gilt es bei Letzterem, nacheinander 15 Nationalmannschaften sowie ein spezielles Nintendo-„All-Star“-Team, das als Endgegner fungiert, zu besiegen.
Dabei muss der Spieler jede Runde gegen ein stärkeres Team antreten. Somit sind Strategien und Taktiken, die anfangs noch zum Erfolg führten, später hinfällig. Im Nachfolgenden sind die Teams in der Reihenfolge, in der sie besiegt werden müssen, aufgelistet. Die Reihenfolge entspricht in etwa der Platzierung der Mannschaften der WM 1990. Eine der Mannschaften wird vom Spieler selbst gesteuert und fällt dadurch weg:
- Belgien
- Uruguay
- Jugoslawien
- Kolumbien
- Japan
- USA
- Frankreich
- Irland
- Rumänien
- Kamerun
- England
- Holland
- Brasilien
- Italien
- Argentinien
- Deutschland
- Nintendo-„All-Star“-Team (nur per Tastenkombination vom 2. Spieler auswählbar)

In der japanischen Version gibt es kein Elfmeterschießen.

## Gameplay
Im Gegensatz zu Spielen wie FIFA und Pro Evolution Soccer (die allerdings erst später in Erscheinung traten) bedient sich Super Soccer der Hinter-Tor-Perspektive.
Das Spiel ist sehr arcadelastig, der Schwierigkeitsgrad reicht von sehr leicht (Gegner wie Belgien und Uruguay) bis schwer (Nintendo-„All-Star“-Team).
Erfolge erreicht man am Ehesten durch Alleingänge, wobei sich in fast jedem Team ein bis zwei Spieler hierfür anbieten, da sie schneller laufen und härter schießen als der Rest. Ein flüssiges Passspiel ist in Super Soccer dagegen nur mit viel Übung möglich. Besonders ein Lupfer mit dem Y-Knopf kann den Gegner überraschen.

## Sonstiges
- Die Spielernamen sind allesamt fiktiver Natur. Sie sind allerdings teilweise angelehnt an die Vornamen der originalen Spieler jener Zeit, da die Entwicklerfirma Human keine Lizenz zur Verwendung der Spielernamen gekauft hat. So finden sich z. B. Lotar (sic!, angelehnt an Lothar Matthäus) oder Rudi (Rudi Völler) bei Deutschland, Diego (Diego Maradona) bei Argentinien oder Edson (Pelé) bei Brasilien im Spiel.
- Nach jedem gewonnenen Match im Turnier-Modus erhält der Spieler einen achtstelligen, aus Pfeilen bestehenden Code, um das Spiel jederzeit an ebendieser Stelle wieder aufnehmen zu können, ohne von Neuem beginnen zu müssen. Dieses Passwort wird bei einem Elfmeterschießen eingegeben. Ist es korrekt, trifft der Schütze, ist das Passwort falsch, misslingt der Schuss.
- Außer dem Spiel gegen die KI ist es in Super Soccer auch möglich, gegen einen anderen menschlichen Spieler anzutreten oder mit ihm zusammen gegen das Programm zu spielen.
- Für jedes Team existiert eine spezielle Melodie, die jeweils in der Halbzeit, in der das Team Anstoß hat, abgespielt wird.
- Nach dem Sieg im Finale gegen die vermeintlich stärkste Mannschaft Deutschland (oder Argentinien), erwartet den Spieler eine Überraschung. Während der Siegerehrung erscheint der Schiedsrichter und entwendet den Siegerpokal mit der Begründung, man wäre erst Champion, wenn man sein Nintendo-Team (in komplett schwarzen Trikots spielend) schlagen könnte.
- Im Zwei-Spieler Modus besteht für Spieler 2 die Möglichkeit, das Nintendo-Team als spielbare Mannschaft auszuwählen. Dazu muss er bei der Bestätigung seiner Mannschaft den Start Knopf gedrückt halten und mit dem B-Knopf bestätigen. Zudem können auch zwei gleiche Teams gegeneinander antreten. Erst wird von Spieler 2 das Nintendo-Team ausgewählt, danach bewegt sich Spieler 1 auf das eben ausgewählte Nintendo-Team und Spieler 2 tritt von seiner Auswahl zurück. Somit können beide Spieler mit derselben Mannschaft gegeneinander antreten (z. B. Brasilien–Brasilien). Dies gilt für alle Mannschaften bis auf das Nintendo-Team. Das eine Team spielt dann im Originaltrikot und das andere im Auswärtstrikot. Von der Spielstärke unterscheiden sie sich jedoch nicht.
- Im Elfmeterschießen kann man den Ball härter schießen und so dem Torwart weniger Chancen geben. Dazu muss man den Schuss mit dem B-Knopf ausführen und kurz bevor der Spieler schießt, nochmals den B-Knopf betätigen. Der Ball kommt so um ein Vielfaches schneller auf das Tor.
- Weiterhin kann man im Elfmeterschießen den Ball anschneiden. Dazu sind bei der Ausführung des Schusses die L- und R-Knöpfe notwendig. Mit L schneidet man den Ball links und mit R den Ball rechts an.